# 衣索比亞菜

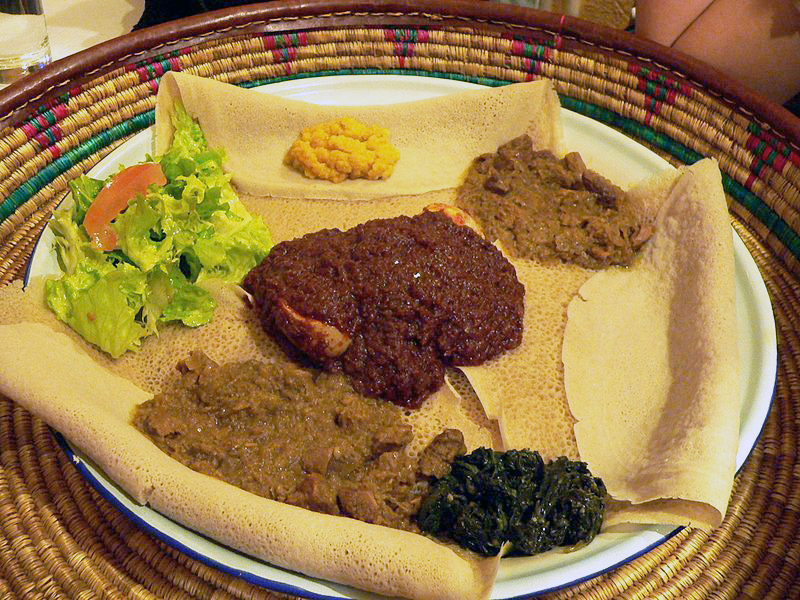
典型的衣索比亞菜，將許多燉煮放在英杰拉上面食用。

衣索比亞菜非常多元，因為衣索比亞有超過80個民族，是多民族國家。
衣索比亞最常見的主食是用發酵過的苔麩麵糊製作的英杰拉餅，搭配許多稱為「沃特」（IPA：[wətʼ]）的燉煮。用直徑約50公分的英杰拉當作盤子盛裝上面的各種燉煮，食用時另外撕英杰拉來沾取上各種燉煮。待上面的燉煮吃完後，再吃底下的英杰拉。燉煮的種類繁多，包括蔬菜、豆類、以及加了大量香料的肉類。因為曾被義大利殖民，衣索比亞人也常吃義式麵食。在南部一些地區，主要用粗柄象腿蕉（Ensete ventricosum）的根、莖或花梗磨碎發酵後做成餅搭配燉煮。
由於宗教因素，衣索比亞菜中有非常多的嚴格素食料理。

## 早餐
- fit-fit：炒英杰拉餅。

- qinch'e：大麥或其他穀物用水或牛奶煮軟，加入香料奶油。

- fatira：一種烤薄餅，有時會加蛋，配蜂蜜食用。

## 飲料
咖啡可能源自衣索比亞，是重要的傳統飲品，在餐後常有喝咖啡的儀式。另外還有一種用大麥或燕麥麵粉、奶油和糖泡的熱飲稱為atmet。
酒精飲料包括用大麥釀的啤酒（tella）以及蜂蜜酒（tej）。

## 調味
當見的調味料是名為berbere的混合香料，成份包括辣椒、薑、小荳蔻、丁香、孜然、芫荽籽、葫蘆巴等十餘種香料。

## 宗教影響
衣索比亞的基督正教、伊斯蘭教和猶太教都保留了希伯來聖經定下的傳統，不食用豬肉、螺貝類以及甲殼類。除此之外，衣索比亞近半數人口信仰的衣索比亞正教會禁止在週三、週五、以及整個大齋期食用肉類、乳製品和蛋，所以衣索比亞菜中有許多純素料理。為了迴避動物油和奶油，衣索比亞菜也發展出許多植物油，包括芝蔴油、紅花油以及小油菊油。

## 用餐方式
衣索比亞人徒手進食，並且只用右手拿食物。在親人和朋友之間有互相餵食的習俗。